# Witalij Pryndeta
Witalij Wałerijowycz Pryndeta, ukr. Віталій Валерійович Приндета (ur. 2 lutego 1993 w Dubnie, w obwodzie rówieńskim, Ukraina) – ukraiński piłkarz, grający na pozycji obrońcy lub pomocnika.

## Kariera piłkarska

### Kariera klubowa
Wychowanek zespołu amatorskiego BRW-WIK Włodzimierz Wołyński, barwy którego bronił w juniorskich mistrzostwach Ukrainy (DJuFL). Karierę piłkarską rozpoczął 17 sierpnia 2008 w drużynie Wołyń Łuck w meczu przeciwko PFK Sewastopol. W grudniu 2015 za obopólną zgodą kontrakt został anulowany. 22 maja 2016 podpisał kontrakt z greckim AO Platania Chanion. 31 stycznia 2018 przeniósł się do PAS Lamia 1964. 15 sierpnia 2018 podpisał kontrakt z SKA-Chabarowsk. 8 czerwca 2019 przeszedł do Desny Czernihów. 27 stycznia 2020 wrócił do Wołyni Łuck.

### Kariera reprezentacyjna
Występował w juniorskich reprezentacjach Ukrainy różnych kategorii wiekowych.

## Sukcesy i odznaczenia

### Sukcesy klubowe
Wołyń Łuck
- wicemistrz Ukraińskiej Pierwszej ligi: 2010